# Gare de Domène
La gare de Domène est une ancienne gare ferroviaire française de la ligne de Grenoble à Montmélian, située sur le territoire de la commune française de Domène, dans le département de l'Isère, en région Auvergne-Rhône-Alpes. Elle est actuellement désaffectée depuis plusieurs années, dans un certain état de délabrement.
Sa mise en service intervient le 15 septembre 1864, en même temps que celle de la ligne de Grenoble à Montmélian, sur laquelle elle est implantée, par la Compagnie des chemins de fer de Paris à Lyon et à la Méditerranée. En 1938, la nationalisation du réseau ferré français au sein de la Société nationale des chemins de fer français (SNCF) entraîne le transfert de la gare à cette dernière.
Elle est fermée au trafic voyageurs et n'assure plus la vente de billets SNCF vraisemblablement depuis 2011 ou 2012.

## Situation ferroviaire
Établie à 220 mètres d'altitude, la gare de Domène est située au point kilométrique 11,018 de la ligne de Grenoble à Montmélian, entre les gares ouvertes de Grenoble-Universités-Gières et de Lancey.

## Histoire
La gare est mise en service le 15 septembre 1864, en même temps que la ligne de Grenoble à Montmélian, sur laquelle elle est implantée, par la Compagnie des chemins de fer de Paris à Lyon et à la Méditerranée. En 1938, la nationalisation du réseau ferré français au sein de la Société nationale des chemins de fer français. En 1938, la nationalisation du réseau ferré français au sein de la Société nationale des chemins de fer français (SNCF) entraîne le transfert de la gare à cette dernière.

## Projet
Depuis les années 2010, à la suite de la fermeture de la gare, un projet de réouverture sous forme de halte ferroviaire a été proposé par les élus locaux. Michel Savin, sénateur et maire de Domène jusqu'en 2017, a personnellement œuvré pour la réalisation rapide du projet. Sa réalisation, initialement prévue pour 2023, a été repoussée à 2030 à la suite de l'étude du nouveau plan de déplacements urbain de l'agglomération de Grenoble-Alpes Métropole et aux retards de réalisation de la troisième voie en gare de Brignoud, indispensable pour l'arrêt de certains trains à Domène.
La réouverture de la gare s'inscrit dans la création d'un futur réseau express régional grenoblois à l'échelle du nouveau territoire couvert par le Syndicat mixte des mobilités de l'aire grenobloise. À la suite de la séance du conseil métropolitain de Grenoble-Alpes Métropole du 21 décembre 2018, il a été décidé que l'agglomération finance 45 000 € des 270 000 € HT nécessaires à la réalisation d'une étude préliminaire à la création de cette halte.